# Liga Premier de Rusia 2014-15
La Liga Premier de Rusia 2014-15 fue la 23.ª temporada del campeonato de fútbol de Rusia desde la disolución de la Unión Soviética y el 13.º bajo el formato y denominación actual de Liga Premier de Rusia. El Zenit de San Petersburgo logró su cuarto título a falta de dos fechas para el final del torneo.

## Formato
Los 16 equipos jugarán un torneo de todos contra todos, por lo que cada equipo juega frente a los rivales dos veces, una como local y otra como visitante. Por lo tanto, se jugará un total de 240 partidos, con 30 partidos jugados por cada equipo.
Los equipos que hayan concluido en las posiciones 15 y 16 descenderán automáticamente a la FNL, mientras que los dos mejores equipos de la FNL conseguirán el ascenso. Por otra parte, los clubes de FNL situados en tercera y cuarta posición se enfrentarán a los clasificados en posición 13 y 14 de Liga Premier en los partidos de ida y vuelta de la promoción para obtener una plaza para la temporada 2015-16.

## Equipos participantes

### Ascensos y descensos
| Pos. | de la Liga Premier de Rusia 2013-14 |
| ---- | ----------------------------------- |
| 13.º | Tom Tomsk                           |
| 14.º | Krylia Sovetov Samara               |
| 15.º | Volga Nizhni Nóvgorod               |
| 16.º | Anzhi Majachkalá                    |

| Pos. | de la Liga Nacional de Fútbol 2013-14 |
| ---- | ------------------------------------- |
| 1.º  | Mordovia Saransk                      |
| 2.º  | Arsenal Tula                          |
| 3.º  | Torpedo Moscú                         |
| 4.º  | FC Ufa                                |

## Equipos
Después de la temporada 2013-14, el Anzhi Majachkalá y el Volga Nizhni Nóvgorod descendieron a la Liga Nacional de Fútbol. El descenso del Anzhi fue confirmado el 11 de mayo de 2014 después de perder por 1-0 ante el Krasnodar, descenso que se produjo un año después de que el club daguestaní terminase tercero en la temporada anterior. El Volga Nizhni Nóvgorod regresó a la segunda división después de tres temporadas en la Liga Premier de Rusia. Ambos fueron reemplazados por dos clubes que se clasificaron de forma automática desde la Liga Nacional 2013-14. Después de haber descendido de la Liga Premier en la temporada 2012-13, el Mordovia Saransk regresó de nuevo a la Liga Premier en su primer intento después de ganar la Liga Nacional en la temporada 2013-14. La temporada 2014-15 también es la del debut en la Liga Premier del Arsenal Tula, habiendo terminado segundo, por lo que se aseguró su participación en la máxima competición rusa por primera vez en sus 68 años de historia.
El 22 de mayo de 2014, el Tom Tomsk y el Krylia Sovetov Samara también consumaron su descenso a través de la promoción. El Tom Tomsk, ascendido al terminar segundo en la Liga Nacional 2012-13, perdió ante el Ufa 6-4 en el global. El ascenso a la elite del Ufa fue aún más impresionante teniendo en cuenta que el club fue fundado a finales de 2010 y jugó su temporada 2011-12 en la segunda división. El Krylia Sovetov Samara también jugará en la Liga Nacional, siendo uno de los miembros originales de la primera división de Rusia desde la desintegración de la Unión Soviética, el Krylia abandona la primera división por primera vez desde 1991 tras perder la promoción ante el Torpedo Moscú por 2-0 en el global. El histórico equipo moscovita, en cambio, volvió así a la máxima categoría por primera vez desde la temporada 2006.
| Club                     | Ciudad          | Estadio            | Capacidad |
| ------------------------ | --------------- | ------------------ | --------- |
| FC Amkar Perm            | Perm            | Estadio Zvezda     | 19 500    |
| PFC Arsenal Tula         | Tula            | Estadio Arsenal    | 20 450    |
| PFC CSKA Moscú           | Moscú           | Arena Jimki        | 38 200    |
| FC Dinamo Moscú          | Moscú           | Arena Jimki        | 38 200    |
| FC Krasnodar             | Krasnodar       | Estadio Kubán      | 31 650    |
| FC Kubán Krasnodar       | Krasnodar       | Estadio Kubán      | 31 654    |
| FC Lokomotiv Moscú       | Moscú           | Estadio Lokomotiv  | 30 075    |
| FC Mordovia Saransk      | Saransk         | Estadio Start      | 11 580    |
| FC Rostov                | Rostov del Don  | Olimp – 2          | 15 840    |
| FC Rubin Kazán           | Kazán           | Kazán Arena        | 45 105    |
| FC Spartak Moscú         | Moscú           | Otkrytie Arena     | 44 000    |
| FC Terek Grozny          | Grozni          | Ajmat Arena        | 10 200    |
| FC Torpedo Moscú         | Moscú           | Estadio Saturn1    | 16 500    |
| FC Ufa                   | Ufá             | Estadio Neftyanik2 | 16 000    |
| FC Ural Sverdlovsk       | Ekaterimburgo   | Estadio Central    | 27 000    |
| FC Zenit San Petersburgo | San Petersburgo | Estadio Petrovsky  | 22 000    |

1 El Torpedo de Moscú disputará sus partidos como local en el estadio Saturn, en Rámenskoye, Región de Moscú, en lugar de su estadio habitual, el estadio Eduard Streltsov, por el alto coste de su alquiler y por carecer éste de los requisitos apropiados de la Liga Premier de Rusia.
2 El FC Ufa disputará sus partidos como local en el Estadio Dinamo hasta septiembre, cuando pasará a disputar sus partidos oficiales en el Estadio Neftyanik, que se encuentra en reconstrucción.

### Cuerpo técnico y uniformes
| Equipo                | Ciudad          | Entrenador           | Capitán               | Marca  | Patrocinador de camiseta |
| --------------------- | --------------- | -------------------- | --------------------- | ------ | ------------------------ |
| Amkar                 | Perm            | Gadzhi Gadzhiev      | Dmitri Belorúkov      | Joma   | Banco de Moscú           |
| Arsenal               | Tula            | Dmitri Alenichev     | Aleksandr Filimonov   | Macron |                          |
| CSKA Moscú            | Moscú           | Leonid Slutski       | Ígor Akinféyev        | Adidas | Rosseti                  |
| Dinamo Moscú          | Moscú           | Stanislav Cherchésov | Vladímir Granat       | Nike   | VTB                      |
| Krasnodar             | Krasnodar       | Aleg Konanau         | Aleksandr Martinóvich | Kappa  | Constell Group           |
| Kubán Krasnodar       | Krasnodar       | Leonid Kuchuk        | Aleksandr Bélenov     | Adidas | RGMK                     |
| Lokomotiv Moscú       | Moscú           | Miodrag Božović      | Guilherme             | Adidas | RZD                      |
| Mordovia              | Saransk         | Yuri Siomin          | Alekséi Ivanov        | Adidas | MAGMA                    |
| Rostov                | Rostov del Don  | Gurban Berdiýew      | Stipe Pletikosa       | Joma   | TNS Energo               |
| Rubin Kazán           | Kazán           | Rinat Bilialetdínov  | Oleg Kuzmin           | Puma   | TAIF                     |
| Spartak Moscú         | Moscú           | Murat Yakın          | Artiom Rebrov         | Nike   | Lukoil                   |
| Terek Grozny          | Grozny          | Rashid Rajímov       | Rizván Utsiev         | Adidas | AK                       |
| Torpedo Moscú         | Moscú           | Valeri Petrakov      | Vadim Steklov         | Legea  |                          |
| Ufa                   | Ufá             | Ígor Kolyvánov       | William Oliveira      | Joma   |                          |
| Ural                  | Ekaterimburgo   | Alexander Tarjánov   | Sparták Gógniev       | Umbro  | TMK                      |
| Zenit San Petersburgo | San Petersburgo | André Villas-Boas    | Danny                 | Nike   | Gazprom                  |

## Clasificación
- Actualizado al final del torneo el 30 de mayo de 2015.[5]

| --- | Pos. | Equipos               | PJ | PG | PE | PP | GF | GC | DIF | PTS |
| --- | ---- | --------------------- | -- | -- | -- | -- | -- | -- | --- | --- |
|     | 1.   | Zenit San Petersburgo | 30 | 20 | 7  | 3  | 58 | 17 | +41 | 67  |
|     | 2.   | CSKA Moscú            | 30 | 19 | 3  | 8  | 67 | 27 | +40 | 60  |
| UEL | 3.   | FC Krasnodar          | 30 | 17 | 9  | 4  | 52 | 27 | +25 | 60  |
| UEL | 4.   | Dinamo Moscú          | 30 | 14 | 8  | 8  | 53 | 36 | +17 | 50  |
|     | 5.   | Rubin Kazán           | 30 | 13 | 9  | 8  | 39 | 33 | +6  | 48  |
|     | 6.   | Spartak Moscú         | 30 | 12 | 8  | 10 | 42 | 42 | 0   | 44  |
| UEL | 7.   | Lokomotiv Moscú       | 30 | 11 | 10 | 9  | 31 | 25 | +6  | 43  |
|     | 8.   | Mordovia Saransk      | 30 | 11 | 5  | 14 | 22 | 43 | -21 | 38  |
|     | 9.   | Terek Grozny          | 30 | 10 | 7  | 13 | 30 | 30 | 0   | 37  |
|     | 10.  | Kúban Krasnodar       | 30 | 8  | 12 | 10 | 32 | 36 | -4  | 36  |
|     | 11.  | Amkar Perm            | 30 | 8  | 6  | 14 | 25 | 42 | -17 | 32  |
|     | 12.  | FC Ufa                | 30 | 7  | 10 | 13 | 26 | 39 | -13 | 31  |
|     | 13.  | Ural Sverdlovsk       | 30 | 9  | 3  | 18 | 31 | 44 | -13 | 30  |
|     | 14.  | FC Rostov             | 30 | 7  | 8  | 15 | 27 | 51 | -24 | 29  |
|     | 15.  | Torpedo Moscú         | 30 | 6  | 11 | 13 | 28 | 45 | -17 | 29  |
|     | 16.  | Arsenal Tula          | 30 | 7  | 4  | 12 | 20 | 46 | -26 | 25  |

- Lokomotiv de Moscú se clasificó para la fase de grupos de la Liga Europa de la UEFA al ganar la Copa de Rusia 2014-15 .

|  | Campeón y clasifica a la fase de grupos de la Liga de Campeones de la UEFA 2015-16. |
|  | Clasifica a la tercera ronda previa de la Liga de Campeones de la UEFA 2015-16.     |
|  | Clasifican a la tercera ronda de la Liga Europa de la UEFA 2015-16.                 |
|  | En zona de promoción por evitar el descenso.                                        |
|  | En zona de descenso a la Liga Nacional de Fútbol 2015-16.                           |

## Goleadores
| Pos. | Jugador             | Club                  | Goles |
| ---- | ------------------- | --------------------- | ----- |
| 1    | Hulk                | Zenit San Petersburgo | 15    |
| 2    | Roman Eremenko      | CSKA Moscú            | 13    |
| 2    | Quincy Promes       | Spartak Moscú         | 13    |
| 2    | José Salomón Rondón | Zenit San Petersburgo | 13    |
| 5    | Bibras Natkho       | CSKA Moscú            | 12    |
| 6    | Igor Portnyagin     | Rubin Kazán           | 11    |
| 7    | Ahmed Musa          | CSKA Moscú            | 10    |
| 8    | Kevin Kurányi       | Dinamo Moscú          | 10    |
| 9    | Aleksei Ionov       | Dinamo Moscú          | 9     |
| 10   | Mauricio Pereyra    | FC Krasnodar          | 9     |

## Promoción de descenso
Los equipos vencedores de ambas llaves ascienden o se mantienen en la Liga Premier.

### Eliminatoria 1
| 3 de junio de 2015 | Tom Tomsk | 0:1     | Ural Sverdlovsk Oblast | Estadio Trud, Tomsk |             |
|                    |           | Reporte |                        | Árbitro(s):         | Árbitro(s): |

| 7 de junio de 2015 | Ural Sverdlovsk Oblast | 0:0     | Tom Tomsk | Estadio Central, Ekaterimburgo |             |
|                    |                        | Reporte |           | Árbitro(s):                    | Árbitro(s): |

- Ural Sverdlovsk Oblast gana la serie con un resultado global de 1-0 y se mantiene en la máxima categoría.

### Eliminatoria 2
| 3 de junio de 2015 | FC Tosno | 0:1     | FC Rostov | Estadio Kirovets, Tikhvin |             |
|                    |          | Reporte |           | Árbitro(s):               | Árbitro(s): |

| 7 de junio de 2015 | FC Rostov | 4:1     | FC Tosno | Estadio Olimp - 2, Rostov del Don |             |
|                    |           | Reporte |          | Árbitro(s):                       | Árbitro(s): |

- FC Rostov gana la serie con un resultado global de 5-1 y se mantiene en la máxima categoría.

## Liga Nacional de Fútbol
La Liga Nacional es la segunda categoría del fútbol en Rusia. En la edición 2014-15, los clubes Krylia Sovetov Samara y Anzhi Makhachkala consiguieron el ascenso automáticamente, mientras que el tercer y cuarto clasificado, los clubes FC Tosno y Tom Tomsk, respectivamente, disputarán la promoción.
| --- | Pos. | Equipos                    | PJ | PG | PE | PP | GF | GC | DIF | PTS |
| --- | ---- | -------------------------- | -- | -- | -- | -- | -- | -- | --- | --- |
|     | 1.   | Krylia Sovetov Samara      | 34 | 22 | 7  | 5  | 53 | 19 | +34 | 73  |
|     | 2.   | Anzhi Makhachkala          | 34 | 22 | 5  | 7  | 60 | 22 | +38 | 71  |
|     | 3.   | FC Tosno                   | 34 | 20 | 5  | 9  | 50 | 36 | +14 | 65  |
|     | 4.   | Tom Tomsk                  | 34 | 18 | 10 | 6  | 57 | 34 | +23 | 64  |
|     | 5.   | Gazovik Orenburg           | 34 | 15 | 13 | 6  | 52 | 31 | +21 | 58  |
|     | 6.   | Shinnik Yaroslavl          | 34 | 12 | 17 | 5  | 43 | 33 | +10 | 53  |
|     | 7.   | Volgar Astrakhan           | 34 | 13 | 13 | 8  | 48 | 39 | +9  | 52  |
|     | 8.   | FC Tyumen                  | 34 | 11 | 9  | 14 | 41 | 38 | +3  | 42  |
|     | 9.   | Yenisey Krasnoyarsk        | 34 | 11 | 9  | 14 | 39 | 41 | -2  | 42  |
|     | 10.  | Luch Vladivostok           | 34 | 11 | 9  | 14 | 40 | 46 | -6  | 42  |
|     | 11.  | Sibir Novosibirsk          | 34 | 11 | 9  | 14 | 35 | 46 | -11 | 42  |
|     | 12.  | Sokol Saratov              | 34 | 10 | 11 | 13 | 38 | 41 | -3  | 41  |
|     | 13.  | Volga Nizhni Nóvgorod      | 34 | 12 | 4  | 18 | 44 | 57 | -13 | 40  |
|     | 14.  | SKA-Energiya Khabarovsk    | 34 | 8  | 13 | 13 | 32 | 46 | -14 | 37  |
|     | 15.  | Baltika Kaliningrad        | 34 | 8  | 13 | 13 | 25 | 37 | -12 | 37  |
|     | 16.  | Sakhalin Yuzhno-Sakhalinsk | 34 | 9  | 8  | 17 | 28 | 50 | -22 | 35  |
|     | 17.  | Khimik Dzerzhinsk          | 34 | 7  | 6  | 21 | 35 | 59 | -24 | 27  |
|     | 18.  | Dínamo San Petersburgo     | 34 | 2  | 7  | 25 | 18 | 63 | -45 | 13  |

|  | Ascendidos a la Liga Premier de Rusia 2015-16 |
|  | Clasificados a la promoción                   |
|  | Descendidos a la Segunda División 2015-16     |